# Жозеф-Луї Лагранж

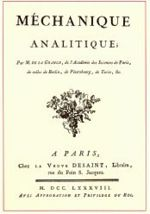
Титульний лист «Аналітичної механіки»

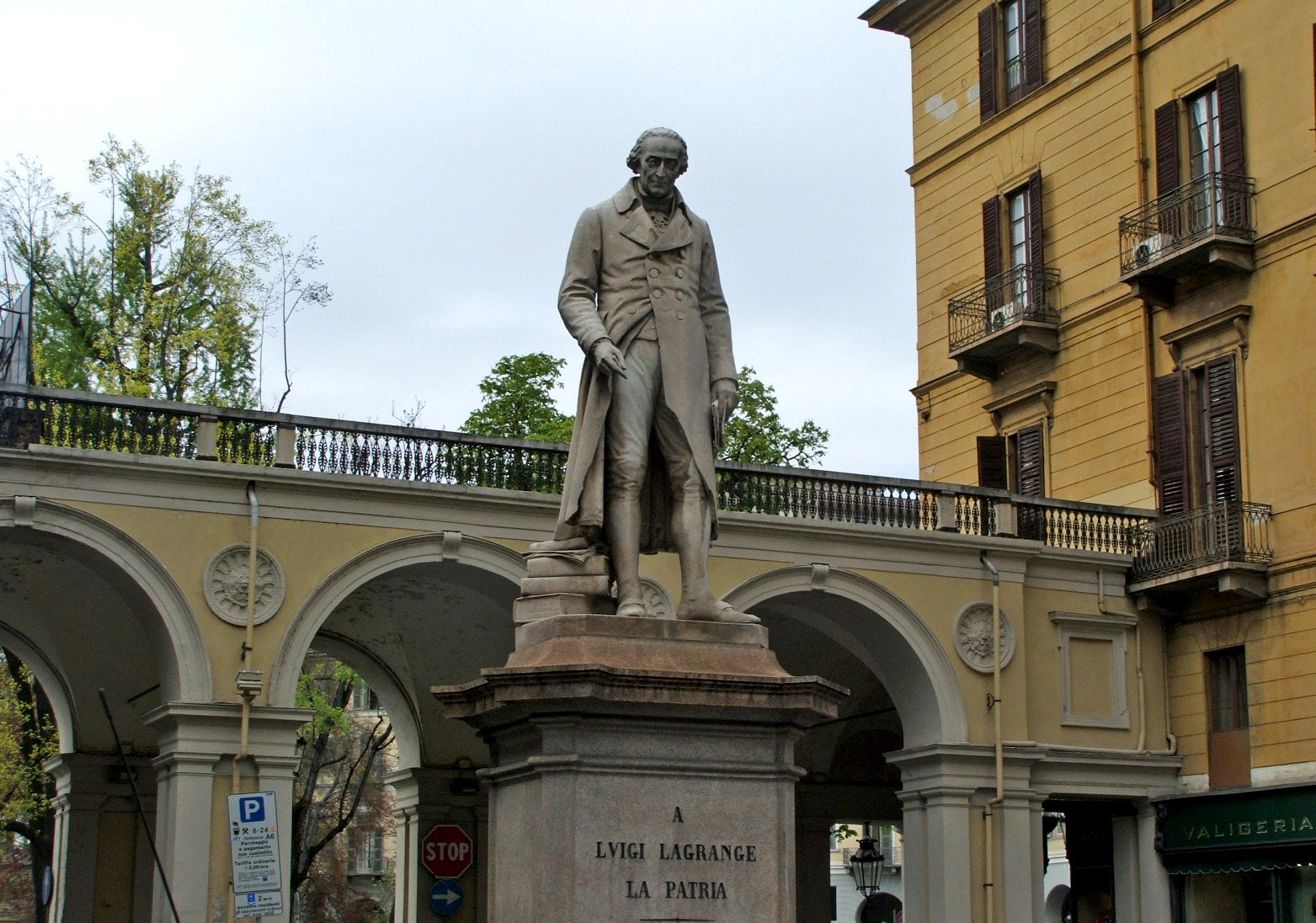
Пам'ятник Лагранжу в Турині

Жозе́ф-Луї́ Лагра́нж  (фр. Joseph-Louis Lagrange, народжений як Джузеппе Луїджі Лаґранджа, італ. Giuseppe Luigi Lagrangia, або Джузеппе Людовіко Де ла Гранж Турньє, італ. Giuseppe Ludovico De la Grange Tournier; 25 січня 1736, Турин — 10 квітня 1813, Париж) — французький математик, фізик і астроном італійського походження. Член (1759), президент (1766—1787) Берлінської АН, іноземний почесний член Петербурзької АН (1776), член Бюро довгот у Парижі (1795).

## Життєпис
Лагранж народився в Турині й перші роки життя працював у рідному місті. Уже в 19 років він запропонував у листі до Леонарда Ейлера метод невизначених множників, одразу ж завоювавши визнання в математичному світі.
Лагранж замінив Ейлера на посту президента Берлінської Академії, коли Ейлер від'їхав до Петербурга в 1767 р. На той час він уже мав славу першого математика Європи й прибув до Берліна на запрошення короля Прусії Фрідріха Великого. У Берліні Лагранж працював 20 років, і лише по смерті свого королівського покровителя прийняв запрошення французького короля Людовика XVI й переїхав до Парижу. Там одразу ж побачила світ головна книга вченого — «Аналітична механіка», але незабаром розпочалася Французька революція. Коли всіх іноземців виганяли з Парижа, для Лагранжа зробили виняток і навіть запросили його взяти участь в роботі Комітету Міри й Ваги, таким чином, він є одним з батьків метричної системи. Лагранж був один із фундаторів знаменитих шкіл: Нормальної й Політехнічної. Був нагороджений Наполеоном орденом Почесного легіону. Пізніше отримав також найвищу нагороду реставрованої монархії.
Похований у Пантеоні.

## Внесок
Лагранж працював у багатьох галузях математики, розвинув нову галузь — варіаційне числення, зробив великий внесок у теорію диференційних рівнянь і методів апроксимації функцій.
Розроблений ним варіаційний метод знайшов застосування в механіці, яку Лагранж зумів сформулювати, виходячи із принципу найменшої дії.
Його заслугою в астрономії є завершення побудови разом з П. С. Лапласом стрункої системи класичної небесної механіки, розпочатої працями Ісаака Ньютона. На відміну від Лапласа його більше цікавила математична сторона досліджуваних проблем і він не завжди доводив розв'язання до практичного результату. Лагранж розвинув і довів до досконалості запропонований Леонардом Ейлером метод варіації сталих, один з найважливіших у небесній механіці (застосовується також, наприклад, при розв'язуванні лінійних диференціальних рівнянь). У 1763 році застосував цей метод до розв'язання задачі про взаємні збурення Юпітера і Сатурна і значно поліпшив ранні результати Ейлера. У 1776 році узагальнив теорему Лапласа про стійкість Сонячної системи, довівши її справедливість і для ексцентриситетів і нахилів орбіт. У 1782 році створив теорію вікових змін орбіт планет; показав, що ці зміни є насправді періодичними з дуже великими періодами. Першим дав рівняння руху чотирьох великих супутників Юпітера і спробував розв'язати цю важку задачу небесної механіки — розрахував у 1766-му велику кількість нерівностей, що залежать від ексцентриситетів і положення апоцентру, і основні нерівності в довготі.
У роботі 1772 року присвяченій розв'язанню часткових випадків задачі трьох тіл, знайшов, що існують, окрім трьох колінеарних точок рівноваги, ще дві трикутні точки (точки Лагранжа), в яких тіло малої маси може перебувати в рівновазі по відношенню до двох інших небесних тіл. Це виявилося чудовим передбаченням можливості існування відкритої на початку XX століття троянської групи малих планет, що перебуває поблизу точок Лагранжа системи Сонце — Юпітер. У 1778 році Лагранж отримав аналітичний розв'язок задачі про визначення елементів орбіти планети або комети за трьома спостереженнями. У 1764 справив перше математичне дослідження лібрації Місяця. Багато займався вивченням вікового прискорення середнього руху Місяця. Показав, що ні сплюснутість Землі, ні несферичність Місяця не можуть викликати це прискорення і, якщо вікові впливи планет справді існують, то ними можна знехтувати. Лагранж пояснив, чому Місяць завжди повернутий до Землі однією стороною. Ґрунтуючись на результатах Лагранжа, Лаплас пояснив причину цього явища припливним тертям вод земних океанів. Серед інших астрономічних робіт Лагранжа можна виділити вивчення збуджень орбіт комет великими планетами, розрахунок ефемериди проходження Венери по диску Сонця 3 червня 1769 року, розрахунок затемнень, а також розробку гіпотези про походження комет у результаті вибуху або виверження на планеті.
П'ять робіт Лагранжа були відзначені преміями Паризької АН: про лібрацію Місяця (1764), про рух супутників Юпітера (1766), про завдання трьох тіл (1772), про вікове прискорення Місяця (1774) і про збудження кометних орбіт (1778).
Довів теорему про обернення рядів, теорему про кількість елементів будь-якої підгрупи скінченної групи, теорема про значення многочленів, теорему про чотири квадрати, теоре́му (формулу) про скінче́нні при́рости.

## Твори
Лагранжу належать понад 100 математичних праць, багато з них були трактатами, і всі публікації відзначалися найвищою якістю. Але найвизначнішим твором Лагранжа стала «Аналітична механіка», надрукована в 1787 р. У цій роботі вчений узагальнив свої дослідження з класичної механіки й надав цій науці елегантної й довершеної форми.